# Gradiente
No cálculo vetorial o gradiente (ou vetor gradiente) é um vetor que indica o sentido e a direção na qual, por deslocamento a partir do ponto especificado, obtém-se o maior incremento possível no valor de uma grandeza a partir da qual se define um campo escalar para o espaço em consideração. Constrói-se assim, a partir do campo escalar e de um operador denominado operador gradiente, um campo vetorial, que atrela a cada ponto do espaço o correspondente vetor gradiente para a grandeza em consideração.
O módulo do vetor gradiente indica a taxa de variação da grandeza escalar com relação à distância movida quando desloca-se na direção e sentido do vetor gradiente (deslocamentos infinitesimais).
O campo vetorial e o operador gradiente possuem diversas aplicações em matemática e ciências naturais, indo desde o cálculo de derivadas direcionais à maximização das mesmas. A exemplo, a partir do gradiente do potencial elétrico determina-se o campo elétrico; e a partir do gradiente da energia potencial determina-se o campo de força associado.
Por exemplo, o gradiente da topografia H de um terreno, também chamado de declividade, é dado por:
{\displaystyle \nabla H={\frac {\text{distância vertical}}{\text{distância horizontal}}}}
O símbolo {\displaystyle \nabla }, isto é, nabla, é a notação do operador gradiente.

## Motivação: gradiente de temperatura

### Gradiente em uma única direção (derivada)
Suponha que tenhamos uma viga retilínea cujas extremidades estão em contato com duas paredes a temperaturas diferentes, uma à esquerda e outra à direita, sendo a parede à direita a mais quente. Observamos que a temperatura da viga não é constante em relação ao espaço, e que cresce da esquerda para a direita ao longo de seu comprimento. Definindo a coordenada {\displaystyle x=0} para a extremidade à esquerda e {\displaystyle x=L} para a extremidade à direita, definimos a temperatura {\displaystyle T} em uma posição qualquer (variável {\displaystyle x}) da viga como uma função {\displaystyle T(x)}.
Entre dois pontos muito próximos, distantes de um comprimento {\displaystyle dx}, teremos uma respectiva variação de temperatura {\displaystyle dT}. Em uma situação unidimensional, a razão entre essas grandezas fornece o gradiente, denotado por:{\displaystyle {\overrightarrow {\nabla }}T={dT \over dx}{\overrightarrow {i}}}Note que, para apenas uma dimensão, a noção de derivada e gradiente convergem.
Em condução térmica, o gradiente de temperatura é responsável pelo surgimento de um fluxo de calor, segundo a Lei de Fourier, que, para condução unidimensional, é representada por:{\displaystyle q_{x}''=-k{dT \over dx}}onde {\displaystyle q_{x}''} corresponde ao fluxo de calor, em {\displaystyle W/m^{2}}, e {\displaystyle k} corresponde à condutividade térmica do material, em {\displaystyle W/m.K}. O sinal negativo indica que o calor fluirá do corpo mais quente em direção ao corpo mais frio.

### Gradiente de temperatura no espaço tridimensional
Na prática, a temperatura da viga varia em função das coordenadas no espaço. Estabelecendo um ponto qualquer {\displaystyle M=(x,y,z)}, teremos, em uma situação mais próxima da realidade, uma função {\displaystyle T(x,y,z)}que descreve a temperatura nas coordenadas de {\displaystyle M}.
Se nos deslocarmos em apenas um eixo do espaço, podemos escrever a função {\displaystyle T} considerando esse deslocamento. Para uma variação da coordenada {\displaystyle y}, por exemplo, teremos a relação:{\displaystyle T(x,y+dy,z)=T(x,y,z)+{\partial T \over \partial y}dy}Seguindo a mesma lógica, para um deslocamento entre um ponto qualquer {\displaystyle M} e outro que chamaremos de {\displaystyle M'}, teremos um vetor {\displaystyle {\overrightarrow {h}}={\overrightarrow {MM'}}=(h_{x},h_{y},h_{z})}, havendo mudança da temperatura de {\displaystyle T(x,y,z)} para {\displaystyle T(x+h_{x},y+h_{y},z+h_{z})}. Assim, teremos a relação:{\displaystyle T(x+h_{x},y+h_{y},z+h_{z})=T(x,y,z)+{\partial T \over \partial x}(x,y,z)h_{x}+{\partial T \over \partial y}(x,y,z)h_{y}+{\partial T \over \partial z}(x,y,z)h_{z}}É possível simplificar essa relação definindo um vetor gradiente de temperatura {\displaystyle {\overrightarrow {\nabla }}T}, no qual cada componente indica a variação da temperatura em cada coordenada:{\displaystyle {\overrightarrow {\nabla }}T(x,y,z)={\biggl (}{\partial T \over \partial x}(x,y,z),{\partial T \over \partial y}(x,y,z),{\partial T \over \partial z}(x,y,z){\biggr )}}Assim, podemos representar a mudança de temperatura da posição {\displaystyle M} para {\displaystyle M'} por:{\displaystyle T(M+{\overrightarrow {h}})=T(M)+{\overrightarrow {\nabla }}T(M)\cdot {\overrightarrow {h}}}sendo {\displaystyle {\overrightarrow {\nabla }}T(M)\cdot {\overrightarrow {h}}} o produto escalar entre o vetor gradiente e o vetor {\displaystyle {\overrightarrow {h}}}.
Da mesma forma que no caso unidimensional, o vetor gradiente de temperatura terá orientação partindo do mais frio em direção ao mais quente.
Assim, no contexto de transferência de calor, teremos a Lei de Fourier aplicada ao sistema tridimensional, representada por:{\displaystyle {\overrightarrow {q''}}=-k{\overrightarrow {\nabla }}T}Novamente, {\displaystyle {\overrightarrow {q''}}} corresponde ao fluxo de calor e {\displaystyle k} corresponde à condutividade térmica do material. Perceba que, como o calor flui da região de temperatura mais alta para uma de temperatura mais baixa, os vetores fluxo de calor e gradiente de temperatura terão sentidos contrários.

## Definição

Dois exemplos de gradiente. Em cada caso o valor da função é indicado pela escala de cinzas

O vetor gradiente ou simplesmente gradiente de um campo escalar {\displaystyle f_{(x_{1},x_{2},\cdots ,x_{n})}} é determinado via ênupla ordenada definida por:
{\displaystyle {\mbox{grad}}\,f=\left\langle {\frac {\partial f}{\partial x_{1}}},{\frac {\partial f}{\partial x_{2}}},\cdots ,{\frac {\partial f}{\partial x_{n}}}\right\rangle }
ou, via notação de soma de Euler, por:
{\displaystyle {\mbox{grad}}\,f=\sum ^{i}{\frac {\partial f}{\partial x_{i}}}{\hat {e}}_{i}}
onde {\displaystyle {\hat {e}}_{i}} são os vetores unitários ortogonais que definem a base a partir da qual se coordena o espaço e {\displaystyle {\frac {\partial }{\partial x_{i}}}} representa o respectivo operador derivada parcial.
Já na notação de soma de Einstein, onde índices repetidos no mesmo fator implicam somatório, para o campo escalar φ:
{\displaystyle {\mbox{grad}}\,\varphi =\partial _{i}\varphi \cdot {\hat {e}}_{i}}
O símbolo nabla foi introduzido por William Hamilton e rapidamente assimilado pela comunidade científica:
{\displaystyle {\overrightarrow {\nabla }}f_{(x_{1},\dots ,x_{n})}={\mbox{grad}}\,f}
No entanto, por abuso de linguagem, é comum não se indicar a "seta" de vector e a notação poderá torna-se em:
{\displaystyle \nabla f={\mbox{grad}}\,f=D_{f}}
O gradiente também pode ser generalizado em ordem – se fornecemos um campo vectorial obtemos um campo tensorial.

### Exemplo
Para a função escalar
{\displaystyle f_{\!\left(x,y,z\right)}=4x+10y^{2}-\sin z}
tem-se, na base cartesiana {\displaystyle {\hat {i}},{\hat {j}},{\hat {k}}}
{\displaystyle {\mbox{grad}}\,f={\frac {\partial (4x+10y^{2}-\sin z)}{\partial x}}{\hat {i}}+{\frac {\partial (4x+10y^{2}-\sin z)}{\partial y}}{\hat {j}}+{\frac {\partial (4x+10y^{2}-\sin z)}{\partial z}}{\hat {k}}}
que fornece por resposta a ênupla
{\displaystyle {\vec {\nabla }}f=\left\langle 4;20y;-\cos z\right\rangle }
ou explicitamente
{\displaystyle {\vec {\nabla }}f=(4){\hat {i}}+(20y){\hat {j}}+(-\cos z){\hat {k}}}
para qualquer ponto definido pelas coordenadas {\displaystyle \left(x,y,z\right)}, restando apenas a substituição dos respectivos valores x, y e z na expressão acima.

## Expressões
Para todo campo escalar {\displaystyle f} diferenciável em função do espaço cartesiano {\displaystyle {\vec {r}}=\left\langle x,y,z\right\rangle } temos que:
{\displaystyle \nabla f=\left\langle {\frac {\partial f}{\partial x}},{\frac {\partial f}{\partial y}},{\frac {\partial f}{\partial z}}\right\rangle }
O gradiente é a derivada de um campo em função do espaço:
{\displaystyle \nabla f={\frac {\partial f}{\partial {\vec {r}}}}}
Em uma só dimensão o gradiente de uma função que só depende do espaço:

Gradiente da função em 2-D f(x, y) = xe [^- (x² + y²)] é representada graficamente plotada como setas azuis

{\displaystyle \nabla f={\frac {df}{dx}}}

## Propriedades

### Linearidade
O gradiente é linear:
{\displaystyle \nabla \left(\alpha f+\beta g\right)=\alpha \nabla f+\beta \nabla g\qquad \left(\forall \alpha ,\beta \in \mathbb {F} ^{2}\right)}
Onde {\displaystyle \mathbb {F} } é um corpo constante.

### Lei de Leibniz
O gradiente segue a Lei de Leibniz na multiplicação:

A inclinação da função f (x, y) = - (+ cos²x cos²y)² descrito como um campo de vectores projetada no plano inferior

{\displaystyle \nabla \left(f\cdot g\right)=f\nabla g+g\nabla f}
E na divisão:
{\displaystyle \nabla \left(f/g\right)={\frac {g\nabla f-f\nabla g}{g^{2}}}\qquad \left(g\neq 0\right)}

### Ortogonalidade às curvas de nível
O vetor gradiente sempre será ortogonal às curvas de nível (veja no artigo "Conjunto de nível").
Seja {\displaystyle f(x\,,y)} uma função definida em {\displaystyle D\subset \mathbb {R} ^{2}} e diferenciável em todo seu domínio.
Seja o conjunto {\displaystyle C:\{(x,y)\in D|f(x,y)=k\}} onde x e y são funções de um parâmetro t tal que {\displaystyle x(0)=x_{0}\,,y(0)=y_{0}}.
Então, temos:
{\displaystyle f(x(t)\,,y(t))=k} (diferenciando com relação a t pela regra da cadeia)
{\displaystyle {\frac {\partial f}{\partial x}}{\frac {dx}{dt}}+{\frac {\partial f}{\partial y}}{\frac {dy}{dt}}=0}
A equação final pode ser interpretada como o produto escalar do gradiente de f por um vector tangente a f em {\displaystyle (x_{0}\,,y_{0})}, logo os dois são perpendiculares entre si.

### Teorema do gradiente
O gradiente é revertido pela integral de linha de acordo com o teorema do gradiente, que é análogo ao teorema fundamental do cálculo:
{\displaystyle \Delta f=f_{Q}-f_{P}=\int _{\gamma _{P}}^{\gamma _{Q}}\nabla f\cdot {\vec {d\gamma }}}

### Derivada direcional
A derivada direcional é um escalar que representa a derivada de um campo escalar ao longo de um versor (no caso abaixo,{\displaystyle {\hat {u}}}). Analiticamente, a derivada direcional de dada  f(x,y,z) (função escalar), é a taxa de variação instantânea de f em relação à distância na direção e sentido {\displaystyle {\hat {u}}}.
{\displaystyle \forall {\hat {u}}\quad D\!_{\hat {u}}\,f={\hat {u}}\cdot {\vec {\nabla }}f}
Assim, podemos tirar algumas observações a partir do produto escalar entre o gradiente de f e o versor {\displaystyle {\hat {u}}}:
1. Se o ângulo entre os vetores {\displaystyle {\vec {\nabla }}f} e {\displaystyle {\hat {u}}}, denotado por θ, for igual a zero. então teremos que a derivada direcional é máxima, e será igual ao módulo do gradiente de f(x,y,z), já que:
{\displaystyle |D\!_{\hat {u}}\,f|=|{\hat {u}}||{\vec {\nabla }}f|cos(0)=D_{\hat {u}}\,f|_{max}=|{\vec {\nabla }}f|}
2. Se o ângulo θ  for igual a {\displaystyle 180^{o}}, então a derivada direcional terá seu valor mínimo e igual a menos o módulo do gradiente de f(x,y,z):
{\displaystyle |D\!_{\hat {u}}\,f|=|{\hat {u}}||{\vec {\nabla }}f|cos(180)=D_{\hat {u}}\,f|_{min}=-|{\vec {\nabla }}f|}
3. Se f(x,y,z) representar uma curva de nível em que f(x,y,z) = k, onde k é uma constante, e se o vetor {\displaystyle {\hat {u}}} for tangente à tal curva de nível, então o valor da derivada direcional é nula, pois {\displaystyle {\vec {\nabla }}f} será perpendicular a {\displaystyle {\hat {u}}}, e normal à curva de nível. Neste caso:
{\displaystyle D_{\hat {u}}f={\hat {u}}\cdot {\vec {\nabla }}f=0}

## Sistemas de coordenadas
O gradiente é escrito nos diferentes sistemas de coordenadas tridimensionais nas seguintes formas:

### Coordenadas cartesianas
{\displaystyle \nabla \,f={\frac {\partial f}{\partial x}}{\hat {e}}_{x}+{\frac {\partial f}{\partial y}}{\hat {e}}_{y}+{\frac {\partial f}{\partial z}}{\hat {e}}_{z}}
Para coordenadas espaciais x, y e z.

### Coordenadas cilíndricas circulares
{\displaystyle \nabla \,f={\frac {\partial f}{\partial \rho }}{\hat {e}}_{\rho }+{\frac {1}{\rho }}{\frac {\partial f}{\partial \phi }}{\hat {e}}_{\phi }+{\frac {\partial f}{\partial z}}{\hat {e}}_{z}}
Onde {\displaystyle \rho } representa a distância ao eixo z, {\displaystyle \phi } é o ângulo (tomado, em geral sobre o plano z=0 em relação ao eixo x) e z.

### Coordenadas esféricas
{\displaystyle \nabla \,f={\frac {\partial f}{\partial r}}{\hat {e}}_{r}+{\frac {1}{r}}{\frac {\partial f}{\partial \theta }}{\hat {e}}_{\theta }+{\frac {1}{rsen\theta }}{\frac {\partial f}{\partial \phi }}{\hat {e}}_{\phi }}
Onde {\displaystyle r} representa a distância à origem, {\displaystyle \theta } é o ângulo entre a reta que liga o ponto à origem e o eixo z e {\displaystyle \phi } é o ângulo formado pela projeção da reta que liga o ponto à origem no plano z=0 e o eixo x.

## Gradiente na física
O conceito de gradiente na física está fortemente relacionado aos conceitos de campo conservativo e de função potencial, de tal forma que também na matemática se define campo vetorial conservativo.
Na física campos conservativos são campos que conservam a energia do sistema, isto é, campos onde não há dissipação de energia.
A função vetorial {\displaystyle {\overrightarrow {F}}} é um campo vetorial conservativo se existe uma função escalar {\displaystyle \varphi }, chamada função potencial, tal que: {\displaystyle {\overrightarrow {F}}_{cons}=\nabla \varphi }. Sendo assim, dada uma função potencial {\displaystyle \varphi (x,y,z)} ou uma função potencial do tipo {\displaystyle \varphi (r)}, basta calcular o gradiente para encontrar o campo vetorial conservativo associado a {\displaystyle \varphi }.
Como {\displaystyle \varphi }é uma função de x, y, z então:
{\displaystyle {\overrightarrow {F}}_{cons}(x,y,z)={\partial \varphi  \over \partial x}{\vec {i}}+{\partial \varphi  \over \partial y}{\vec {j}}+{\partial \varphi  \over \partial z}{\vec {k}}}
Se {\displaystyle \varphi }é uma função implícita de x, y, z através de {\textstyle r={\sqrt {x^{2}+y^{2}+z^{2}}}}, ou seja, {\displaystyle \varphi (r)=\varphi (r(x,y,z))} é necessário usar a regra da cadeia para calcular o respectivo gradiente. Potenciais deste tipo são chamados de potenciais centrais.

### Cálculo do gradiente de potenciais centrais
Muitos modelos de potenciais físicos são centrais, sendo assim de grande importância  saber como realizar o cálculo deste tipo.
Através da regra da cadeia é possível ver que:
{\displaystyle {\partial \varphi (r) \over \partial x}={d\varphi  \over dr}{\partial r \over \partial x}=\varphi \prime (r){\partial  \over \partial x}{\sqrt {(x^{2}+y^{2}+z^{2})}}=\varphi \prime (r)\left[{\frac {1}{2}}(x^{2}+y^{2}+z^{2})^{-1/2}2x\right]}
Levando em conta que {\textstyle r={\sqrt {x^{2}+y^{2}+z^{2}}}} tem-se que:
{\displaystyle {\partial \varphi (r) \over \partial x}={\varphi \prime (r) \over r}x}
Igualmente para as outras variáveis do gradiente:
{\displaystyle {\partial \varphi (r) \over \partial y}={\varphi \prime (r) \over r}y} e {\displaystyle {\partial \varphi (r) \over \partial z}={\varphi \prime (r) \over r}z};
Assim, com a soma das três derivadas, temos que :
{\displaystyle {\vec {\nabla }}\varphi (r)=\varphi \prime (r){\hat {r}}}
Esta última fórmula é a preferencial para quando se tem potenciais centrais, pois ela nos fornece o campo gradiente com apenas uma derivação.

## Aplicabilidade em campos escalares
Há três leis empíricas conhecidas como Lei de Fick, Lei de Fourier e Lei de Ohm ás quais são expressas em termos de campos gradientes. A leis citadas regem os chamados "fenômenos de transporte" da Física. Sendo que a Lei de Fick rege o transporte de massa, a Lei de Fourier o do calor e a Lei de Ohm o de cargo.
São expressas como:
{\displaystyle (1)\,{\vec {J}}(X,Y,Z,T)=-D{\bar {\nabla }}\rho (x,y,z,t)}
{\displaystyle (2)\,{\vec {q}}(X,Y,Z,T)=-k{\bar {\nabla }}T(x,y,z,t)}
{\displaystyle (3)\,{\vec {J}}(X,Y,Z,T)=-\sigma {\bar {\nabla }}\varphi (x,y,z,t)}
Ao observar percebe-se que as três leis relacionam um campo vetorial com o gradiente de um campo escalar.
A (1) é a Lei de Fick que rege a difusão de substâncias em meios contínuos. A função vetorial indicada por {\displaystyle {\bar {J}}} é chamada de densidade do fluido. {\displaystyle {\bar {J}}} é um vetor na direção do escoamento e de módulo igual à quantidade de substâncias que atravessam uma unidade de área normal à direção do escoamento, na unidade de tempo.
Definição matemática:
{\displaystyle {\bar {J}}=\rho {\bar {\nu }}}, em que {\displaystyle \rho =\rho (x,y,z,t)} é o campo escalar que descreve a densidade do fluido, {\displaystyle {\bar {\nu }}={\bar {\nu }}(x,y,z,t)} o campo vetorial que representa a velocidade do fluido. A constante D é chamada de constante de difusão e depende do meio.
A (2) expressão é chamada de Lei de Fourier e rege a condução térmica. A função vetorial indicada por {\textstyle {\bar {q}}} é chamada densidade de corrente de calor.
Definição matemática:
{\displaystyle {\bar {q}}=(Q\div V){\bar {\nu }}}, onde Q é a quantidade de calor, V o volume e {\displaystyle {\bar {\nu }}} a velocidade de escoamento do calor. Sendo todas grandezas em função das coordenadas espaciais e e do tempo. A constante {\textstyle k} é a condutividade térmica do meio.
A (3) expressão  traduz a Lei de Ohm, sendo {\textstyle {\bar {J}}} a densidade de corrente elétrica, {\displaystyle \sigma } a condutividade elétrica e {\textstyle \varphi } o potencial elétrico. A definição da função vetorial {\displaystyle {\bar {J}}} é análoga à definição de densidade de corrente usada na Lei de Fick, só que aqui ao invés de ter transporte de massa temos transporte de carga.
Sendo estas leis, juntamente com a equação de continuidade, base para deduzir as equações de difusão, do calor e, no caso do escoamento estacionário, a equação de Laplace .

## Noção intuitiva de gradiente
O gradiente é o vetor que aponta para onde a grandeza resultante da função tem seu maior crescimento.

## Gradientes de tensão
Os gradientes de tensão em redes elétricas são, depois dos transientes, os maiores causadores de danos em circuitos eletro-eletrônicos.
O retorno da energia elétrica numa linha de transmissão longa, após uma interrupção da mesma, faz-se acompanhar por transientes de tensão elevada até à estabilização do circuito. Simultaneamente, manifesta-se na rede um movimento oscilatório de baixa frequência, composto por gradientes positivos e negativos, denominados harmônicos, que fazem  elevar e reduzir a tensão, acima e abaixo do seu valor nominal.